# NGC 6237
NGC 6237 је ознака објекта на координатама са ректансцензијом 16h 44m 7,4s и деклинацијом + 70° 38" 5'. Открио га је Луис Свифт, 28. јуна 1884. Каснијим посматрањима на том положају није уочен никакав астрономски објекат.